# W mrokach złotego pałacu, czyli Bazylissa Teofanu
W mrokach złotego pałacu, czyli Bazylissa Teofanu: tragedia z historii Bizancjum X wieku. Dramat w pięciu aktach – dramat autorstwa Tadeusza Micińskiego z 1909 roku.
Dramat dotyczy historii cesarzowej Teofano, żony cesarza bizantyńskiego Romana II.